# Тьер, Элиз
Элиз Тьер (фр. Élise Thiers), урождённая — Элали́ Элиз Дон (фр. Eulalie Élise Dosne; 2 ноября 1818, Париж, Франция — 11 декабря 1880, там же) — супруга Адольфа Тьера, первая леди Франции с 1871 по 1873 год.

## Биография

### Семья
Элали Элиз Дон родилась в семье предпринимателя Алексиса Дона (1789—1849) и его жены Эридис Софи Дон, урождённой Матерон (1795—1869). Отец Элих был успешным бизнесменом — биржевым брокером, генеральным сборщиком налогов в Бресте и членом генерального совета Банка Франции. Ему также принадлежал за́мок Тен в коммуне Во-сюр-Сен (которая в то время именовалась Триель-сюр-Сен).
У Элиз была младшая сестра Фелиси (1823—1906).

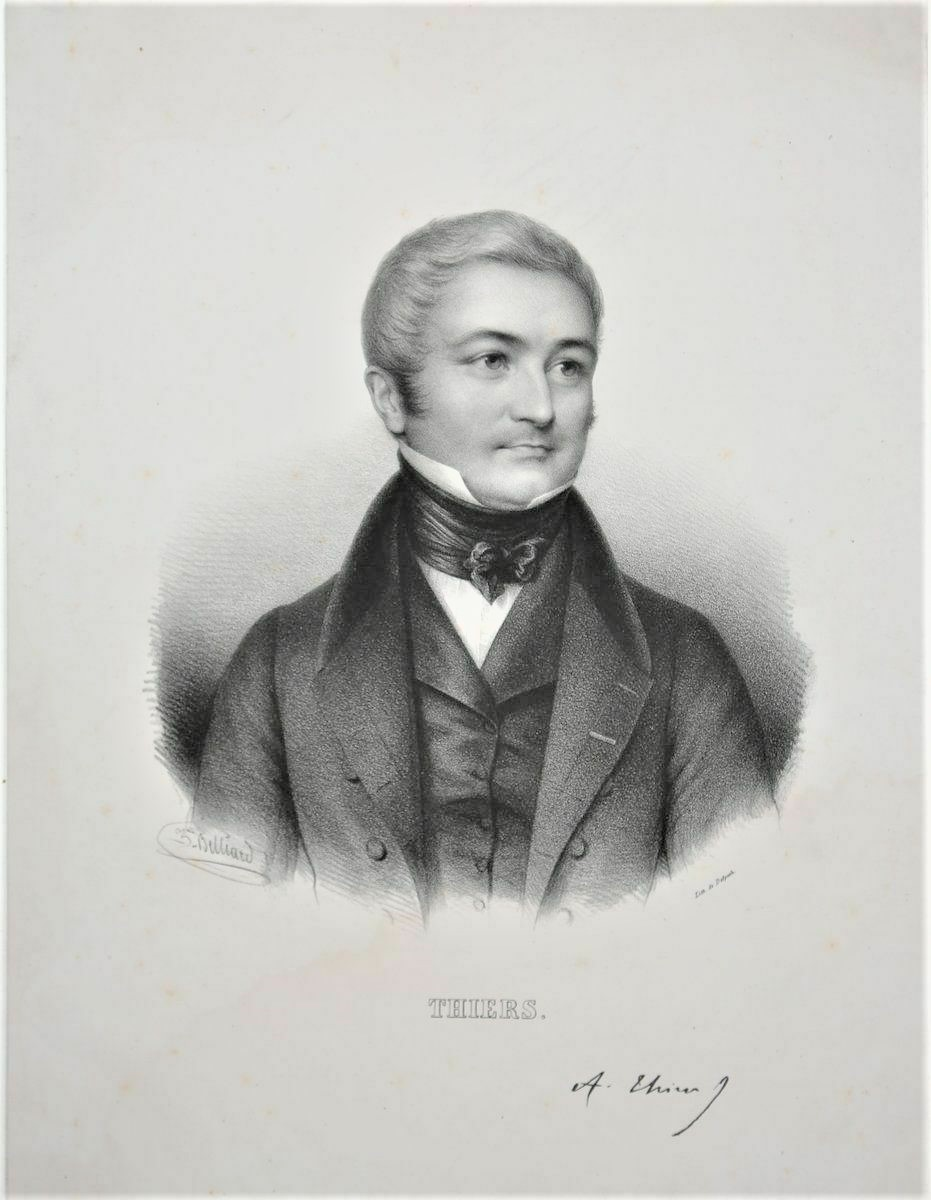
Адольф Тьер, супруг Элиз

### Знакомство с Альфонсом Тьером
В 1824 году друг Донов полковник Антуан Фортюне де Брак представил им молодого, но набиравшего популярность журналиста по имени Адольф Тьер. Через некоторое время Тьер стал любовником мадам Дон, которая была на 2 года старше его. Эта связь продолжалась много лет, по-видимому, сохранялась даже после замужества её дочери и Тьера.
Позднее Оноре де Бальзак опишет эту ситуацию в своём рассказе «Банкирский дом Нусинген», в котором Тьер будет представлен под именем Растиньяка, Софи Дон — Дельфины, а Элиз — её старшей дочери Изоры.

### Замужество
В 1833 году Софи решила выдать замуж за Тьера свою старшую дочь Элиз. 5 ноября того же года состоялась свадьба. Жениху на момент свадьбы было 36 лет, невесте едва исполнилось 15. Приданое Элиз составляло 300 000 франков, брачный контракт был подтверждён личными подписями французского короля Луи-Филиппа и королевы Марии Амалии.
В 1834 году Шарль де Ремюза таким образом описывал Элиз Тьер:
Это была очаровательная молодая девушка, хотя ей ещё предстояло добрать роста и элегантности. В ней была свежесть и здоровье, которые ей предстояло вскорости потерять, её черты были милы, но не столь уж красивы — выдающийся лоб, глаза без выражения, малозапоминающееся лицо, никакой выразительности в голосе и манере рече, зато выразительные осанка и манеры. Она долго оставалась молчаливой и сдержанной. Она всегда была холодной и высокомерной. В ней есть наблюдательность, такт, определённое благородство. Всё мечтательное и чувственное, что могло бы в ней быть, было заморожено её внутренней жизнью и, подозреваю, её замужеством. Говорят, она поняла характер и причину этого брака, что её ранило тем сильнее о того, что она была слишком гордой, чтобы прощать и жаловаться, и от этого она решила или рискнула быть мраморной статуей посреди своей семьиШарль де РемюзаОригинальный текст (фр.)C'était alors une jeune fille charmante, quoiqu'elle eût encore à gagner en taille et en élégance. Elle avait de la fraîcheur, un air de santé qu'elle devait perdre d'assez bonne heure, quelques jolis traits quoique sans beauté, un front bombé, des yeux sans expression, peu de distinction dans la physionomie, aucune dans la voix et le parler, beaucoup dans la tournure et les manières. Elle a été longtemps silencieuse et contenue. Elle est toujours restée froide et dédaigneuse. Elle a de l'observation, du tact, une certaine dignité ; ce qu'elle pouvait avoir d'imagination et de sensibilité a été glacé par sa vie d'intérieur et, je le soupçonne, par son mariage. On a dit que s'étant aperçu des motifs et du caractère de cette union, elle en avait été encore plus blessée qu'affligée et que, trop fière pour pardonner et pour se plaindre, elle s'était décidée ou risquée à vivre comme une statue de marbre au milieu des siens
По-видимому, брак в течение длительного времени оставался платоническим. Тьер не испытывал чувств к своей молодой жене, которую именовал в своих письмах «капризным ребёнком» (фр. enfant gâtée), в результате чего она вскоре оказалась любовницей близкого друга и сотрудника Тьера Эдуара Роже дю Нора.

### При Июльской монархии
После Июльской революции 1830 года, ещё до женитьбы на Элиз, Адольф Тьер занялся политикой. Будучи популярным журналистом, противником свергнутого короля Карла X, на выборах 21 октября 1830 года он был избран депутатом Национального собрания от департамента Буш-дю-Рон. В дальнейшем при новом короле Луи-Филиппе Тьер многократно занимал министерские посты (был министром торговли и общественных работ, внутренних дел, иностранных дел) и даже дважды возглавлял правительство.
Поскольку муж Элиз был приближен ко двору, она сама также стала частью высокосветского общества. Однако, по мере того, как Луи-Филипп стал терять популярность, Тьер стал всё больше дистанцироваться от монарха. В 1848 году, чувствуя приближение очередной революции, муж Элиз и она сама удалились из Парижа в провинцию. Однако, вскоре после падения короля Адольф и Элиз вернулись в столицу. Франция была провозглашена республикой, и Тьер поддержал на президентских выборах принца Луи-Наполеона Бонапарта — будущего императора Наполеона III. Именно в доме Тьера Луи-Наполеон ужинал в день президентских выборов 10 декабря 1848 года. Однако, вопреки правилам, хозяйкой ужина выступала не Элиз, а давняя возлюбленная Адольфа и её мать Софи.

### При Второй империи
За непродолжительное существование Второй республики (1848—1852) Тьер был избран депутатом сразу от четырёх департаментов (выбрав стать представителем департамента Нижняя Сена). После того, как Луи-Наполеон совершил переворот 2 декабря 1851, превративший республику в империю, в его самого — из президента в императоры, однако, вскорости муж Элиз перешёл в активную оппозицию новоявленному императору, и у него начались проблемы — он был арестован на несколько месяцев, после чего выслан из страны. Элиз и её мать последовали за Адольфом — сперва в Брюссель, затем — в Лондон. Эмиграция, однако продолжалась недолго — в августе 1852 года Адольф Тьер и его дамы вернулся на родину. Однако, на 9 лет, вплоть до парламентских выборов 1863 года, Тьер ушёл из политики и посвятил себя преимущественно написанию работ по истории.

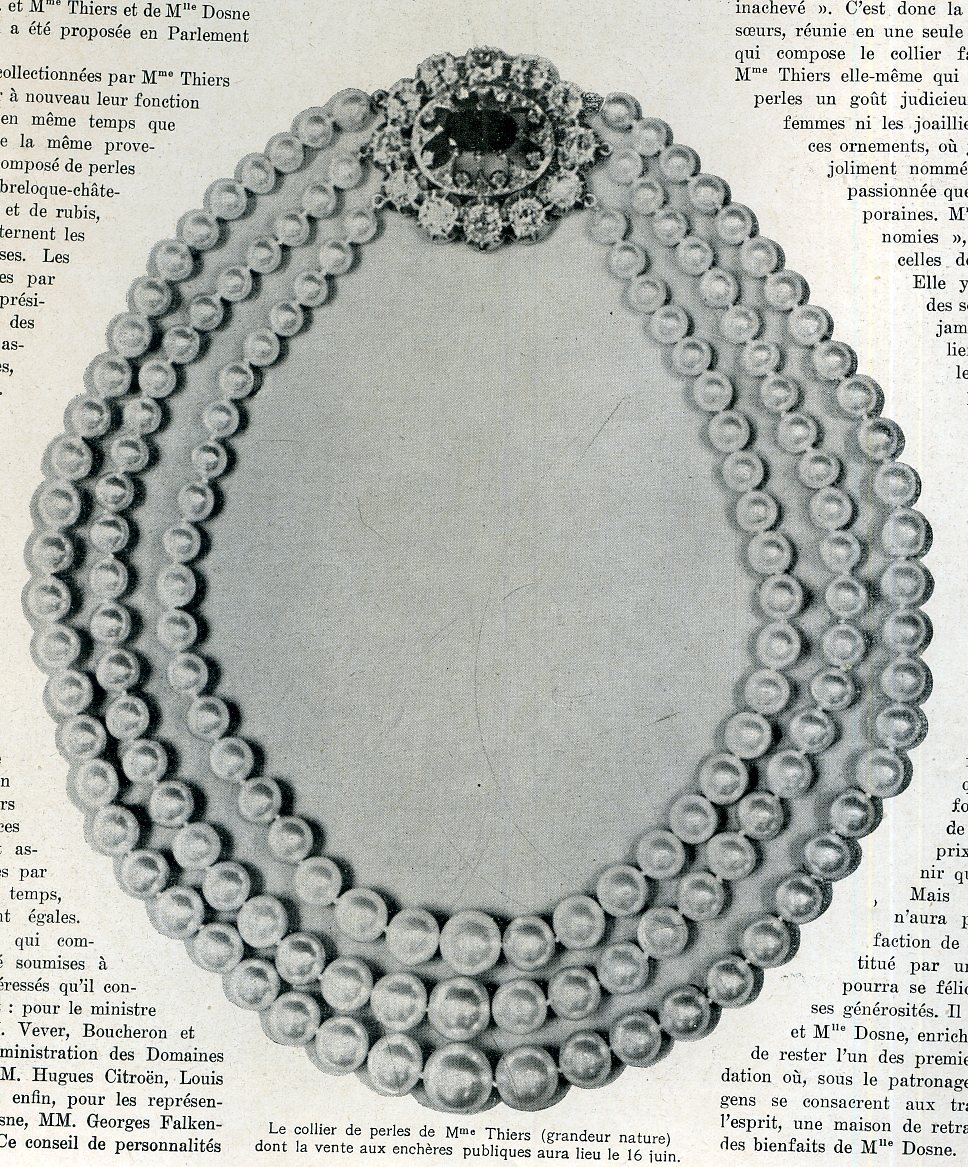
Жемчужное колье Элиз Тьер, подарок королевы Испании Изабеллы II

Элиз, вместе с тем, продолжала оставаться великосветской дамой. Паулина фон Меттерних, супруга австрийского посланника при дворе Наполеона III и частая посетительница имперского двора, таким образом описывала Элиз Тьер в своих мемуарах:
В имперские времена я часто встречала в Орлеанистских салонах, и в частности — у герцогини де Гальера — мадам Тьер. [...] Она была весьма элегантна, у неё были красивые драгоценности, особенно — прекрасное жемчужное колье. Должна по-правде сказать, она выглядела очень фасонно и очень «как положено» — очень по-светски — то-есть очень классически и продолжала следовать модам фобура Сен-Жермен и не гонялась за последними новинками. Таким образом, модели её платьев и шляпок производили впечатление протеста против того, что она именовала «имперским разложением»!Паулина фон МеттернихОригинальный текст (фр.)Sous l'Empire, je rencontrais souvent Mme Thiers dans les salons orléanistes et particulièrement chez la duchesse de Galliera. [...] Elle était fort élégante et avait de beaux bijoux et surtout un magnifique rang de perles. Je dois la vérité de dire qu'elle avait très bonne façon et l'air très comme il faut - très gratin -, c'est-à-dire vieux jeu et qu'elle affectait de continuer les modes du faubourg Saint-Germain en ne suivant pas exactement celle du jour. Ainsi la forme de ses robes et de ses chapeaux donnait l'impression d'une protestation contre ce qu'elle appelait la « corruption de l'Empire » !
Несмотря на противодействие властей, на выборах 1863 года Тьер победил в Париже провластного кандидата Девенка и вновь стал депутатом Национального собрания, остро выступая с его трибуны против существовавшего политического режима.
Тем временем, в семейной жизни семьи Тьер также произошли серьёзные изменения — в 1869 году скончалась мать Элиз — Софи, которая, по всей видимости, на протяжении всего периода замужества дочери оставалась возлюбленной зятя. Адольф сильно переживал, но приблизил к себе, однако, не законную жену, а её младшую сестру Фелиси.

### При Третьей республике и президентстве Альфонса Тьера

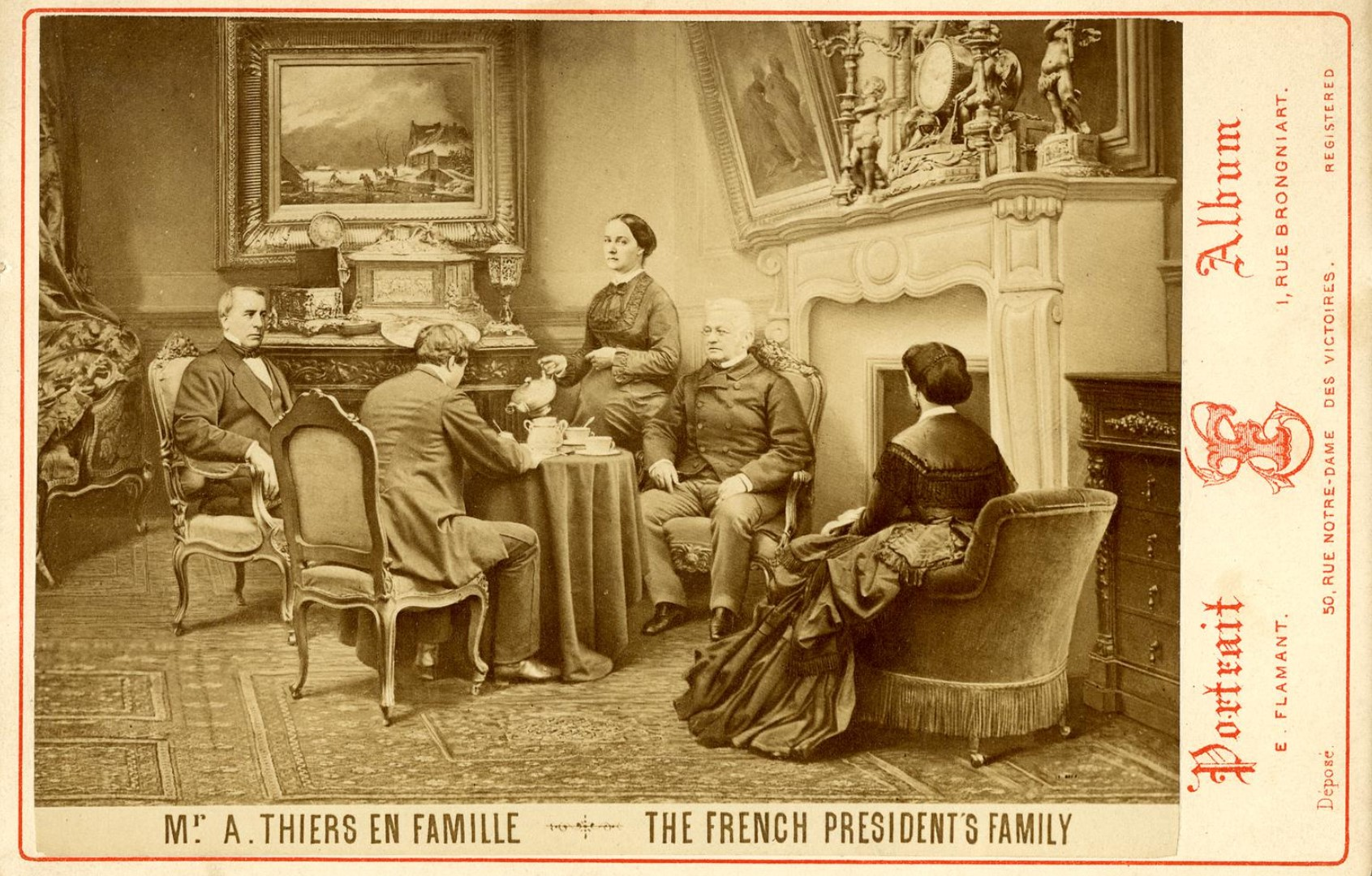
Адольф Тьер в семейном кругу. Элиз слева от мужа

19 июля 1870 года император Наполеон III начал войну против Пруссии — настолько неудачную для Франции, что уже 2 сентября того же года попавший в окружение император капитулировал под Седаном. Война продолжалась ещё до мая следующего года, но Франция вновь была объявлена республикой. Будучи в течение многих лет последовательным противником низложенного императора, Тьер легко победил на состоявшихся выборах сразу в 26 департаментах. 17 февраля 1871 года Национальное собрание, временно переехавшее из осаждённого Парижа в Бордо, избрало мужа Элиз «главой исполнительной власти Франции».
Тем временем в осаждённом пруссками Париже вспыхнуло восстание, вошедшее в историю как Парижская коммуна — многие здания, включая особняк Донов и Тьера на площади Сен-Жорж, оказались разрушены и разграблены. Национальное собрание перебралось в Версаль, туда же переехали и Адольф Тьер с Элиз и Фелиси. 31 августа 1871 года Национальное собрание проголосовало за предоставление Адольфу Тьеру поста «Президента Французской Республики». Элиз стала первой леди Франции.
В отличие от имперских времён, Элиз не пользовалась популярностью среди выдвинувшейся на первые роли буржуазии. Так, французский писатель Квавье Марнье описывал приём у русского посланника князя Николая Алексеевича Орлова, состоявшийся во время президентства Тьера, и сравнивал его с приёмами, которые давала Элиз Тьер:
Все приборы из серебра и с позолотой; на всём протяжении стола — венок из белих лилий и камелий, среди которых возвышаются вазы и подсвечники из литого серебра, человек тридцать припудренных ливрейных лакеев [...] Какой контраст с простотой обедов у г-жи Тьер, которые настолько просты, что её обвиняют в скупости. Но я с ней знаком на протяжении долгих лет и знаю, что она лишена этого недостатка.Квавье МарньеОригинальный текст (фр.)Tout le service en vaisselle plate et en vermeil ; tout le long de la table une couche de lilas blanc et de camélias d'où surgissaient les vases et les flambeaux en argent massif, une trentaine de domestiques en grande livrée et poudrés [...] Quel contraste avec la simplicité des dîners de Mme Thiers, une simplicité telle qu'on accuse Mme Thiers d'avarice. Mais je la connais depuis bien des années, et je suis convaincu qu'elle n'a point ce défaut.
Марнье описывал Элиз как «толстую, вульгарную, с очень некрасивой фигурой, со смешными притязаниями». Вместе с тем, на этих приёмах также неизменно присутствовала младшая сестра Элиз — Фелиси, отношение к которой было куда более доброжелательное, её даже называли «государственной барышней» (фр. demoiselle d'Ètat). Недоброжелатели рассказывали, что первая леди не гнушалась сама ходить на версальский рынок и при этом торговалась с продавцами. Каждое лето Адольф с супругой выезжали на отдых в Динар или в Трувиль, где их часто видели прогуливающимися по пляжу, как это было принято у буржуа в то время.
Однако, в Третьей республике нарастали противоречия, вынудившие Адольфа Тьера уйти в отставку 24 мая 1873 года. Его сменил на этом посту маршал Патрис де Мак-Магон, а первой леди стала его жена Элизабет.

### Последние годы жизни и посмертная судьба

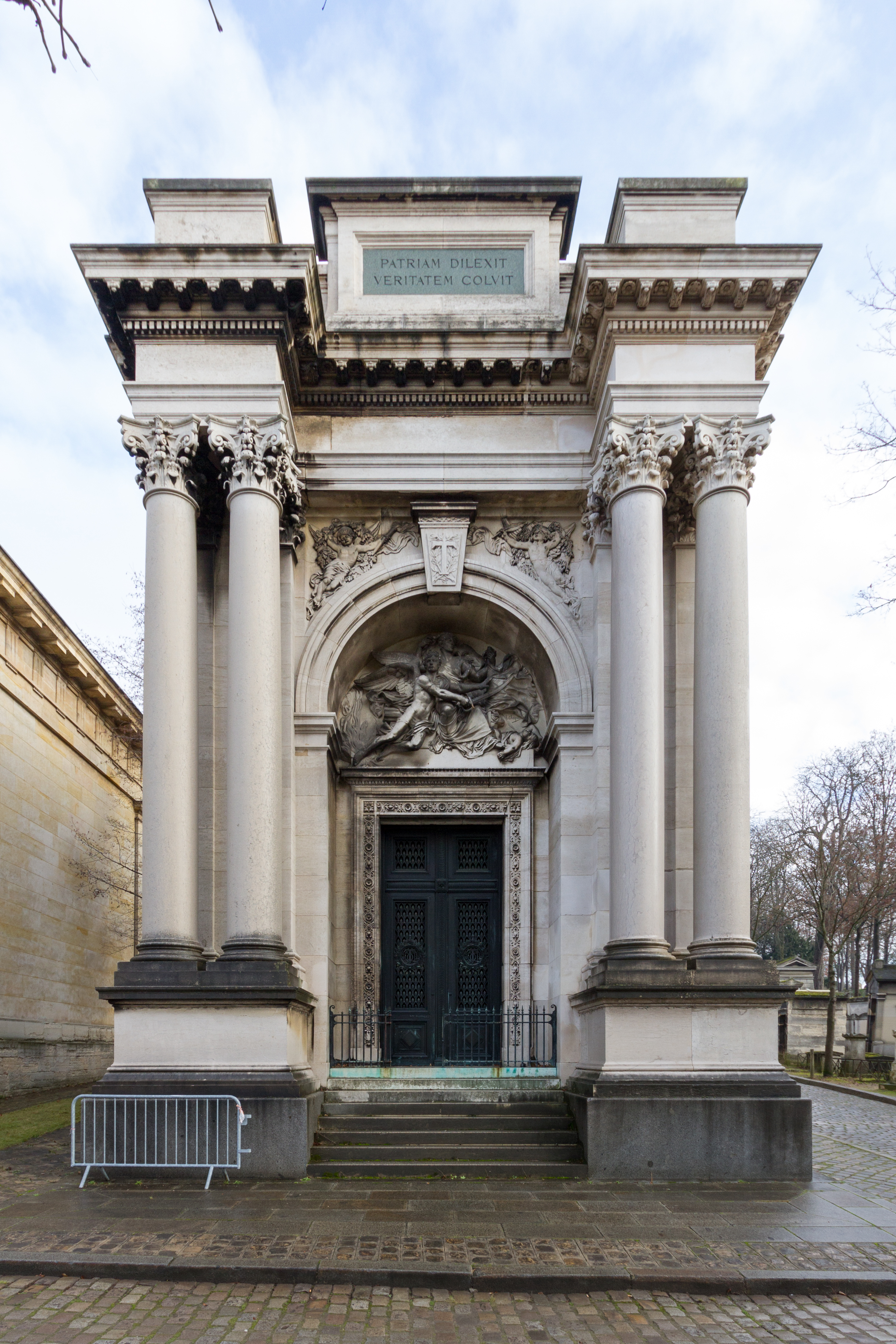
Склеп Тьеров на кладбище Пер-Лашез

Адольф Тьер скончался 3 сентября 1877 года в Сен-Жермен-ан-Ле в возрасте 80 лет. Его похороны в фамильном склепе на кладбище Пер-Лашез переросли в грандиозное событие, на котором присутствовало около одного миллиона человек.
Элиз Тьер скончалась 11 декабря 1880 в возрасте 62 лет. 15 декабря её тело было отпето в церкви Нотр-Дам-де-Лорет, после чего захоронено рядом с мужем. После смерти Элиз на средства Адольфа Тьера и его жены был основан образовательный фонд «Дон-Тьер», существующий до сих пор. Его целью является давать образование «блистательным студентам». В личном доме семейства Донов на площади Сен-Жорж в Париже, где после женитьбы на Элиз проживал также и Адольф Тьер, сегодня находится правление фонда, архив Адольфа Тьера и библиотека. Организацией фонда занимались младшая сестра Элиз — Фелиси и друг семьи писатель Квавье Марнье. Согласно записке от 6 апреля 1882 года, написанной рукой Фелиси Дон, идея создания фонда принадлежала Элиз Тьер, урождённой Дон.
Весьма значительная коллекция предметов искусства, принадлежавшая семье Тьер, включая знаменитое жемчужное колье, подаренное Элиз Тьер королевой Испании Изабеллой II, которым так восхищалась княгиня фон Меттерних, в 1884 году было передано в дар Лувру.